# NGC 2052
NGC 2052 (другое обозначение — ESO 56-EN176) — астрономический объект в созвездии Золотая Рыба.
Этот объект входит в число перечисленных в оригинальной редакции «Нового общего каталога».
Может быть либо большой диффузной туманностью, расположенной в 2' прямого восхождения от места, на которое указывают координаты Гершеля для объекта, либо туманностью в 2 угловых минутах от него. Проблема идентификации объекта в том, что Гершель описал туманность как «very very large», но эта кольцевая туманность имеет менее 1' в попереречнике.